# Coppa Spengler 1933
La 11ª edizione della Coppa Spengler si è svolta dal 26 al 31 dicembre del 1933 a Davos, in Svizzera.

## Finale 3º posto
| Davos 31 dicembre 1933 | Oxford University | 3 – 0 (1-0, 2-0, 0-0) referto | LTC Praha |  |

## Finale
| Davos 31 dicembre 1933 | Davos | 1 – 0 referto | Rapid de Paris |  |

## Classifica finale
1. Davos
2. Rapid de Paris
3. Oxford University
4. LTC Praha

- Cambridge University
- Grasshopper Club